# David Zubik
David Zubik (ur. 4 września 1949 w Sewickley) – amerykański biskup katolicki polskiego pochodzenia, biskup diecezji Pittsburgh w latach 2009–2025.

## Życiorys
Święcenia kapłańskie przyjął 3 maja 1975 i został inkardynowany do diecezji Pittsburgh. Pracował m.in. jako biskupi sekretarz (1987-1991), kanclerz kurii (1995-1996) oraz jako wikariusz generalny diecezji (1996-1997).
18 lutego 1997 został mianowany biskupem pomocniczym Pittsburgha oraz biskupem tytularnym Jamestown. Sakry biskupiej udzielił mu 6 kwietnia 1997 ówczesny biskup Pittsburgha, Donald Wuerl.
10 października 2003 papież Jan Paweł II mianował go biskupem Green Bay. Ingres odbył się 12 grudnia 2003.
18 lipca 2007 został mianowany biskupem swojej rodzinnej diecezji, zaś 28 września 2007 kanonicznie objął urząd.
4 czerwca 2025 papież Leon XIV przyjął jego rezygnację z urzędu biskupa Pittsburgha. 